# Julien Guiborel
Julien Guiborel, né le 3 novembre 1980 à Suresnes dans le département des Hauts-de-Seine en région Île-de-France, est un coureur cycliste français, professionnel en 2004.

## Biographie
Membre de l'équipe BigMat-Auber 93 en 1997, il est formé et entrainé par l'ancien coureur cycliste Hervé Boussard.
En 2017, il est Directeur sportif de la Sélection nationale française lors du Grand Prix de Plouay féminin.

## Palmarès
- 1998
  -  Champion de France de poursuite par équipes juniors
- 2003
  - Ronde du Porhoët
- 2005
  - Dijon-Auxonne-Dijon
  - Grand Prix des Marbriers
  - 2e du Trophée Roger-Walkowiak
  - 3e du Tour Alsace
  - 3e du Circuit du Port de Dunkerque